# José Antônio Aparecido Tosi Marques
José Antônio Aparecido Tosi Marques (Jaú, 7 de maig de 1948) és un religiós brasiler, arquebisbe catòlic de Arquebisbat de Fortaleza.
Va ser ordenat sacerdot el 8 de desembre de 1974. Fou també director espiritual, professor i rector del seminari diocesà de São Carlos. El juny de 1991, el papa Joan Pau II l'anomenà Bisbe auxiliar de Arquebisbat de San Salvador de Bahia. Es consagrà bisbe l'20 de setembre 1991 para el cardenal Lucas Moreira Neves, O.P. que va codirigir als bisbes Constantino Amstalden i Rubens Augusto de Souza Espínola. El 13 de gener de 1999 va ser nomenat arquebisbe catòlic de Arquebisbat de Fortaleza.